# Ivan Uvizl
Ivan Uvizl (Checoslovaquia, 16 de agosto de 1958) es un atleta checoslovaco retirado especializado en la prueba de 3000 m, en la que consiguió ser medallista de bronce mundial en pista cubierta en 1985.

## Carrera deportiva
En los Juegos Mundiales en Pista Cubierta de 1985 ganó la medalla de bronce en los 3000 metros, con un tiempo de 7:57.92 segundos, tras el portugués João Campos y el estadounidense Don Clary (plata).